# Финале УЕФА Лиге Европе 2013.
Финале УЕФА Лиге Европе 2013. била је завршна утакмица УЕФА Лиге Европе 2012/13, укупно четрдесет друге сезоне другог по јачини европског фудбалског клупског такмичења које организује УЕФА и укупно четврте сезоне откада је назив такмичења промењен из Купа УЕФА у УЕФА Лига Европе. Одиграно је 15. маја 2013. године на стадиону Амстердам арена у Амстердаму између Челсија из Енглеске и Бенфике из Португалије. Челси је победио са 2–1 и обезбедио своју прву титулу у овом такмичењу.
Челси је био први носилац титуле УЕФА Лиге шампиона који је играо у Лиги Европе следеће сезоне, након што је постао први носилац Лиге шампиона који је елиминисан у групној фази. Овим тријумфом постали су једини носиоци Лиге шампиона који су освојили Лигу Европе (ниједан други тим није то учинио пре 2024. године, када су измењени прописи значили да то више није било могуће). Челси је такође постао четврти клуб, и први у Енглеској, који је освојио све три главне УЕФА клупске титуле, након што је освојио Куп победника купова 1971. и 1998. и још увек је држао титулу Лиге шампиона освојену први пут претходне године. Челси је такође био први тим од Манчестер јунајтеда у финалу Европског Купа победника купова 1991. који је победио у великом европском финалу без икаквих измена, пошто је целу утакмицу одиграла стартна постава.
Као резултат победе у овом такмичењу, Челси је обезбедио да игра утакмицу у УЕФА Суперкупу 2013. против победника УЕФА Лиге шампиона 2012/13, Бајерна из Минхена.

## Стадион
Дана 16. јуна 2011. године Амстердам Арена је одређена као место одржавања финала УЕФА Лиге Европе 2013. То је стадион на ком игра Ајакс од 1996. године, одиграно је финале УЕФА Лиге шампиона 1998. године, кад је Реал Мадрид победио Јувентус са 1-0 за своју седму титулу, а такође је био један од стадиона на ком се играло Европско првенство 2000. где је био домаћин пет утакмица укључујући полуфинале.
Претходни Ајаксов стадион, Олимпијски стадион, такође је био домаћин европског финала. Одиграно је финале Купа европских шампиона 1962, где је Бенфика победила Реал Мадрид са 5–3, и финале Купа победника купова 1977, где је Андерлехт победио Хамбургер са 2–0. Такође је био домаћин реванш утакмица финала Купа УЕФА 1981, између АЗ Алкмара и Ипсвич Тауна, и финала Купа УЕФА 1992, између Ајакса и Торина.

## Позадина
Бенфика се квалификовала у своје девето европско финале, прво у 23 године од пораза од Милана са 1:0 у финалу Купа европских шампиона 1990. Претходни њихови наступи укључују везане победе у финалима Купа европских шампиона 1961. и 1962. (3–2 над Барселоном и 5–3 над Реал Мадридом) и неуспешних пет других финала Купа европских шампиона и једно финале Купа УЕФА 1983. (1–2 укупно за Андерлехт).
Пре ове сезоне, Челси никада није стигао до финала Купа УЕФА или УЕФА Лиге Европе. Претходно су се појавили у два финала Купа победника купова 1971. (победа 2–1 над Реал Мадридом) и 1998. (победа 1–0 над ВфБ Штутгартом), и два финала УЕФА Лиге шампиона 2008. (1–1, изгубили 5–6 на пенале од Манчестер јунајтеда) и 2012 (1–1, победили на пенале Бајерн Минхен).
Једини претходни сусрет између Бенфике и Челсија у европским такмичењима био је у четвртфиналу УЕФА Лиге шампиона 2011–12, које су Енглези добили укупним резултатом 3–1 (1–0 у Лисабону и 2–1 у Лондону) на путу до титуле. И Бенфика и Челси су завршили на трећем месту у групној фази УЕФА Лиге шампиона 2012–13, и квалификовали се за осмини финала Лигу Европе 2012–13. То је био четврти пут у историји турнира да су оба финалиста наступила у групној фази Лиге шампиона раније у сезони, после 2000, 2002. и 2009. године.

## Пут до финала
Напомена: Резултати финалиста су наведени на првом месту (Д — домаћин; Г — гост).
| Бенфика               | Бенфика               | Бенфика               | Бенфика               | Рунда              | Челси                 | Челси                 | Челси                 | Челси                 |
| --------------------- | --------------------- | --------------------- | --------------------- | ------------------ | --------------------- | --------------------- | --------------------- | --------------------- |
| Лига шампиона         |                       |                       |                       |                    |                       |                       |                       |                       |
| Противник             | Резултат              | Резултат              | Резултат              | Групна фаза        | Противник             | Резултат              | Резултат              | Резултат              |
| Селтик                | 0–0 (Г)               | 0–0 (Г)               | 0–0 (Г)               | 1. коло            | Јувентус              | 2–2 (Д)               | 2–2 (Д)               | 2–2 (Д)               |
| Барселона             | 0–2 (Д)               | 0–2 (Д)               | 0–2 (Д)               | 2. коло            | Нордсјеланд           | 4–0 (Г)               | 4–0 (Г)               | 4–0 (Г)               |
| Спартак Москва        | 1–2 (Г)               | 1–2 (Г)               | 1–2 (Г)               | 3. коло            | Шахтјор Доњецк        | 1–2 (Г)               | 1–2 (Г)               | 1–2 (Г)               |
| Спартак Москва        | 2–0 (Д)               | 2–0 (Д)               | 2–0 (Д)               | 4. коло            | Шахтјор Доњецк        | 3–2 (Д)               | 3–2 (Д)               | 3–2 (Д)               |
| Селтик                | 2–1 (Д)               | 2–1 (Д)               | 2–1 (Д)               | 5. коло            | Јувентус              | 0–3 (Г)               | 0–3 (Г)               | 0–3 (Г)               |
| Барселона             | 0–0 (Г)               | 0–0 (Г)               | 0–0 (Г)               | 6. коло            | Нордсјеланд           | 6–1 (Д)               | 6–1 (Д)               | 6–1 (Д)               |
| Треће место у Групи Г | Треће место у Групи Г | Треће место у Групи Г | Треће место у Групи Г | Коначни пласман    | Треће место у Групи Е | Треће место у Групи Е | Треће место у Групи Е | Треће место у Групи Е |
| Лига Европе           |                       |                       |                       |                    |                       |                       |                       |                       |
| Противник             | Укупно                | 1. меч                | 2. меч                | Нокаут фаза        | Противник             | Укупно                | 1. меч                | 2. меч                |
| Бајер Леверкузен      | 3–1                   | 1–0 (Г)               | 2–1 (Д)               | Шеснаестина финала | Спарта Праг           | 2–1                   | 1–0 (Г)               | 1–1 (Д)               |
| Бордо                 | 4–2                   | 1–0 (Д)               | 3–2 (Г)               | Осмина финала      | Стеауа Букурешт       | 3–2                   | 0–1 (Г)               | 3–1 (Д)               |
| Њукасл јунајтед       | 4–2                   | 3–1 (Д)               | 1–1 (Г)               | Четвртфинале       | Рубин Казањ           | 5–4                   | 3–1 (Д)               | 2–3 (Г)               |
| Фенербахче            | 3–2                   | 0–1 (Г)               | 3–1 (Д)               | Полуфинале         | Базел                 | 5–2                   | 2–1 (Г)               | 3–1 (Д)               |

## Пред меч

### Амбасадор
Амбасадор финала је бивши холандски интернационалац Патрик Клајверт, који је освојио Лигу шампиона 1995. године са Ајаксом.

### Судије
Дана 13. маја 2013. холандски судија Бјорн Кујперс је одређен да суди финале. Придружиле су му се колеге Сандер ван Рокел и Ервин Зајнстра као помоћне судије, Пол ван Бокел и Ричард Лисвелд као додатни помоћни арбитри, Бери Симонс као резервни помоћни судија и немачки судија Феликс Брих као четврти судија.

### Улазнице
Продаја карата за ширу јавност трајала је од 3. децембра 2012. до 18. јануара 2013. Улазнице су биле доступне у четири категорије цена: 135, 100, 70 и 45 евра. Сваком клубу финалиста додељено је 9.800 карата.

### Селекција тимова
Еден Азар из Челсија искључен је из финала пошто се није опоравио од повреде тетиве коју је задобио у победи Челсија у Премијер лиги 2:1 против Астон Виле 11. маја. Капитен Челсија и централни бек Џон Тери такође је био одсутан због повреде. Три играча су се суочила са својим бившим клубовима: Бенфикин играч Немања Матић, који је прешао из Челсија, и Челсијеви играчи Давид Луиз и Рамирес, који су прешли из Бенфике.

## Утакмица

### Резиме
Фернандо Торес је довео Челси у предност у 60. минуту. Оскар Кардозо је изједначио са пенала осам минута касније, након што је Едуардо Салвио главом погодио у руку Цезара Аспиликуету. Бранислав Ивановић је постигао погодак у последњем минуту надокнаде времена, са главом у даљи угао и донео победу Челзију од 2–1, а тиме и њихову прву титулу у Лиги Европе.

### Детаљи
| Бенфика            | 1–2      | Челси                      |
| ------------------ | -------- | -------------------------- |
| Кардозо 68’ (пен.) | Извештај | Торес 60’ · Ивановић 90+3’ |

| Бенфика | Челси |

| GK          | 1  | Артур                |       |     |
| RB          | 34 | Андре Алмеида        |       |     |
| CB          | 4  | Луизао (к)           | 61’   |     |
| CB          | 24 | Езекијел Гарај       | 45+1’ | 78’ |
| LB          | 25 | Лоренсо Мелгарехо    |       | 66’ |
| RM          | 35 | Енцо Перез           |       |     |
| CM          | 21 | Немања Матић         |       |     |
| LM          | 19 | Родриго              |       | 66’ |
| RF          | 20 | Николас Гаитан       |       |     |
| CF          | 7  | Оскар Кардозо        |       |     |
| LF          | 18 | Едуардо Салвио       |       |     |
| Измене:     |    |                      |       |     |
| GK          | 13 | Пауло Лопес          |       |     |
| DF          | 33 | Жардел               |       | 78’ |
| MF          | 10 | Пабло Ајмар          |       |     |
| MF          | 15 | Ола Џон              |       | 66’ |
| MF          | 23 | Хонатан Уретавискаја |       |     |
| MF          | 89 | Андре Гомес          |       |     |
| FW          | 11 | Лима                 |       | 66’ |
| Тренер:     |    |                      |       |     |
| Жорже Жезус |    |                      |       |     |

| GK             | 1  | Петр Чех           |     |
| RB             | 28 | Сесар Аспиликуета  |     |
| CB             | 2  | Бранислав Ивановић |     |
| CB             | 24 | Гари Кејхил        |     |
| LB             | 3  | Ешли Кол           |     |
| CM             | 8  | Френк Лампард (к)  |     |
| CM             | 4  | Давид Луиз         |     |
| RW             | 7  | Рамирес            |     |
| AM             | 10 | Хуан Мата          |     |
| LW             | 11 | Оскар              | 14’ |
| CF             | 9  | Фернандо Торес     |     |
| Измене:        |    |                    |     |
| GK             | 22 | Рос Тернбул        |     |
| DF             | 19 | Пауло Фереира      |     |
| MF             | 12 | Џон Оби Микел      |     |
| MF             | 21 | Марко Марин        |     |
| MF             | 30 | Јоси Бенајун       |     |
| DF             | 57 | Натан Аке          |     |
| FW             | 13 | Виктор Мозиз       |     |
| Тренер:        |    |                    |     |
| Рафаел Бенитез |    |                    |     |

| Играч утакмице: Бранислав Ивановић (Челси) Помоћне судије: Сандер ван Рокел (Холандија) Ервин Зајнстра (Холандија) Четврти судија: Феликс Брих (Немачка) Додатне помоћне судије: Пол ван Бокел (Холандија) Ричард Лисвелд (Холандија) Резервни помоћни судија: Бери Симонс (Холандија) | Правила - 90 минута регуларног дела - 30 минута продужетака уколико је неопходно - извођење једанаестераца уколико је резултат и даље нерешен - седам резервних играча - највише три измене у току регуларног дела |

### Статистика
| Статистика     | Бенфика | Челси |
| -------------- | ------- | ----- |
| Дато голова    | 0       | 0     |
| Укупно шутеви  | 8       | 3     |
| Шутева у гол   | 5       | 2     |
| Одбране        | 2       | 5     |
| Посед лопте    | 55%     | 45%   |
| Корнери        | 1       | 1     |
| Фаулови        | 7       | 8     |
| Офсајди        | 0       | 4     |
| Жути картони   | 1       | 1     |
| Црвени картони | 0       | 0     |

| Статистика     | Бенфика | Челси |
| -------------- | ------- | ----- |
| Дато голова    | 1       | 2     |
| Укупно шутеви  | 9       | 8     |
| Шутева у гол   | 6       | 5     |
| Одбране        | 3       | 5     |
| Посед лопте    | 52%     | 48%   |
| Корнери        | 3       | 3     |
| Фаулови        | 11      | 10    |
| Офсајди        | 1       | 4     |
| Жути картони   | 1       | 0     |
| Црвени картони | 0       | 0     |

| Статистика     | Бенфика | Челси |
| -------------- | ------- | ----- |
| Дато голова    | 1       | 2     |
| Укупно шутеви  | 17      | 11    |
| Шутева у гол   | 11      | 7     |
| Одбране        | 5       | 10    |
| Посед лопте    | 54%     | 46%   |
| Корнери        | 4       | 4     |
| Фаулови        | 18      | 18    |
| Офсајди        | 1       | 8     |
| Жути картони   | 2       | 1     |
| Црвени картони | 0       | 0     |